# Червоне (Тернівська сільська громада)
Червоне — селище в Україні, у Тернівській сільській громаді Черкаського району Черкаської області. Населення складає 107 осіб.